# Fibrin
Fibrin er et protein der er involveret i blodets størkningsproces.
Fibrin er et kløvningsprodukt af zymogenet fibrinogen, og dannes ved at serin-proteasen thrombin kløver fire arginin-glycin peptidbindinger i den globulære del af fibrinogen. Herved frigøres 4 små peptider samt fibrin, og sidstnævnte polymeriseres derefter spontant til en fibrinprop. Fibrinproppen, også kendt som en thrombus, stabiliseres derefter af enzymet transglutaminase, der krydsbinder glutamin- og lysinrester i forskellige fibrinmolekyler.